# Neuróticos on line
Neuróticos on line es un libro escrito por el caricaturista argentino Rudy y el escritor y músico, también argentino, Luis Pescetti. Es el primero de la serie homónima de dos libros.
Fue publicado en Buenos Aires (Argentina), en 1998, por el Instituto Movilizador de Fondos Cooperativos en su colección Desde la gente.

## Génesis de la obra
Pescetti y Rudy se comunican por correo electrónico y platican sobre temas cotidianos, con un toque de humor característico de ambos; el libro es una recopilación de esos correos.